# Screwdriver

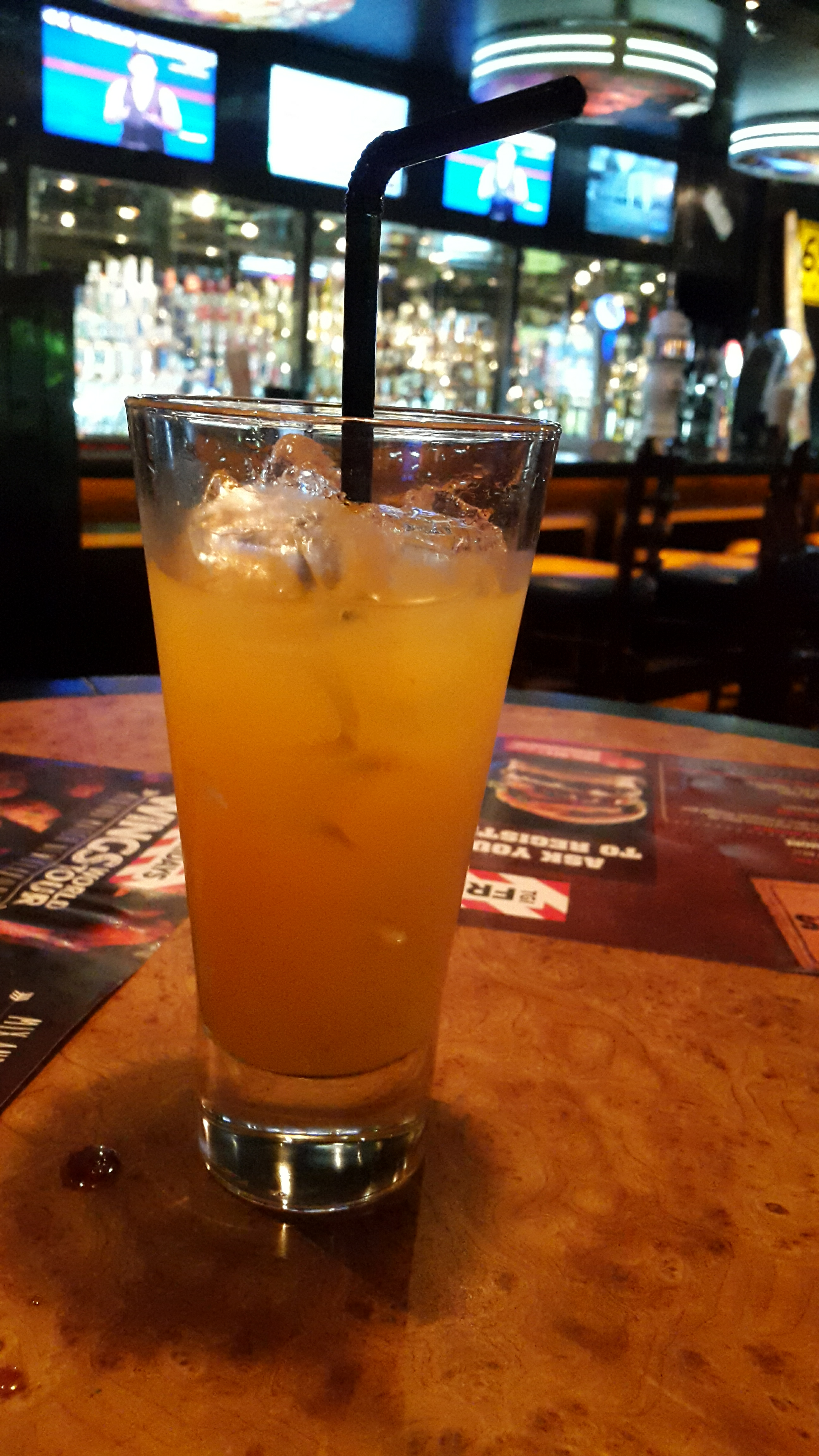
En screwdriver

Screwdriver är en long drink som består av vodka och apelsinjuice, garnerad med en apelsinklyfta. Drinken ingår i den internationella bartenderföreningen IBA:s officiella lista över standardiserade drinkar. Medan den grundläggande drinken helt enkelt är de två ingredienserna, finns det många variationer. Många av variationerna har olika namn i olika delar av världen.
Tidskriften Time nämner drinken i en artikel om Istanbul från 1949: "I den dunkla baren i eleganta Park Hotel minglar turkiska agenter med amerikanska ingenjörer samt flyktingar från Balkan och dricker den senaste jänkarblandningen bestående av vodka och apelsinjuice, vilken kallas 'screwdriver.'" Drinkens namn ("skruvmejsel") kommer av att de amerikanska ingenjörerna använde sina skruvmejslar för omrörning efter att ha hällt vodka i burkar med apelsinjuice.

## Variationer
Harvey wallbanger, som också är en IBA-drink, är en screwdriver toppad med Galliano.
Fuzzy navel är en screwdriver med persikobrännvin eller persikolikör som dekoreras med en physalis istället för apelsinskiva. Fuzzy ("fjunig") syftar på persikan och navel är en apelsinsort.
Slow comfortable screw against the wall är en screwdriver (därav "screw") med sloe gin ("slow"), Southern Comfort ("comfortable") och Galliano ("wall," av Harvey Wallbanger). I enklare varianter kan någon eller några av ingredienserna uteslutas; i sin enklaste form består en Slow screw endast av slånbärsgin och apelsinjuice. Namnet är en ordlek som syftar på samlag.
Sonic screwdriver är en screwdriver med vaniljvodka och blå Curaçao toppad med citron-lime soda. Denna cocktail är uppkallad efter Sonic Screwdriver från TV-serien Doctor Who.
Cordless screwdriver ("sladdlös skruvdragare") är en shot vodka följd av att den som dricker suger på en apelsinklyfta doppad i socker i likhet med hur tequila ibland serveras med citron och salt.
Virgin screwdriver är en mocktail (alkoholfri version), vanligtvis gjord med apelsinjuice och tonic vatten.